# Sampalo
Sampalo est une localité du département de Nasséré, dans la province de Bam, dans le Centre-nord, au Burkina Faso. En 2006, cette localité comptait 920 habitants dont 53,5% de femmes.